# Impianto meccanico
Per impianti meccanici solitamente si intendono gli impianti che hanno a che fare con organi in movimento o che comunque hanno al loro interno (usano) delle macchine che producono movimenti o forze meccaniche.

## Esempi
Nell'impiantistica tradizionale (industria terziario e civile) gli impianti meccanici più diffusi sono:
- ascensore
- montacarico
- impianto termico
- impianto di condizionamento
- impianto di climatizzazione
- impianto di ventilazione
- impianto di depurazione
- impianto di sollevamento acque
- impianto di refrigerazione
- impianto di spegnimento
- marciapiede mobile

### Impianti meccanici nell'automazione
Le automazioni spesso hanno una doppia faccia poiché comprendono sia una parte elettrica sia una parte meccanica.
Gli impianti che si possono definire sia meccanici che elettrici sono:
- cancelli elettrici
- porte elettriche
- tapparelle elettriche
- basculanti automatiche
- serrande elettriche

## Legislazione

### In Italia
Per tutti gli impianti meccanici di rilievo c'è l'obbligo di progetto redatto da un progettista nell'ambito delle sue competenze. I progetti dovranno essere redatti solo nelle condizioni previste dalle leggi in vigore tra cui la legge 10/91 e il Decreto Ministeriale n. 37/08. 